# Oleg Georgijewitsch Fjodossejew

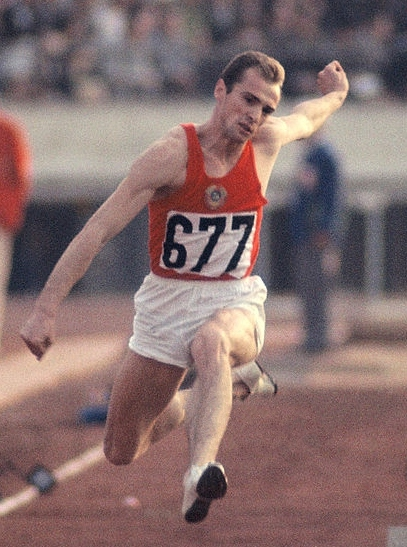
Oleg Fjodossejew (1964)

Oleg Georgijewitsch Fjodossejew (russisch Олег Георгиевич Фёдосеев, engl. Transkription Oleg Fyodoseyev; * 4. Juni 1936 in Moskau; † 14. Juni 2001) war ein sowjetischer Weit- und Dreispringer.
Bei den Olympischen Spielen 1956 in Melbourne und bei den Europameisterschaften 1958 in Stockholm wurde er jeweils Achter im Weitsprung.
Im Dreisprung stellte er 1959 mit 16,70 m einen Weltrekord auf und gewann bei den Europameisterschaften 1962 in Belgrad die Bronzemedaille. 1964 wurde er in derselben Disziplin sowjetischer Hallenmeister und errang bei den Olympischen Spielen in Tokio mit 16,58 m die Silbermedaille hinter dem Polen Józef Szmidt und vor seinem Landsmann Wiktor Krawtschenko (16,57 m).

## Persönliche Bestleistungen
- Weitsprung: 7,77 m, 16. Mai 1959, Moskau
- Dreisprung: 16,70 m, 3. Mai 1959, Naltschik